# 九道岭镇
九道岭镇，是中华人民共和国辽宁省锦州市义县下辖的一个乡镇级行政单位。

## 行政区划
九道岭镇下辖以下地区：
九道岭镇社区、九道岭村、观音堂村、大屯村、庙尔沟村、平房子村、四方台村、星星屯村、边门子村、复兴堡村、石佛寺村、代家屯村、三家子村、罗家屯村、王宝城子村、常家屯村、高家屯村、朱家沟村、杏树台村、荒地村、红台子村、阳房村和孙柏屯村。